# Paradoniscus aquaticus
Paradoniscus aquaticus är en kräftdjursart som beskrevs av Stefano Taiti och Franco Ferrara 2004. Paradoniscus aquaticus ingår i släktet Paradoniscus och familjen Olibrinidae. Inga underarter finns listade i Catalogue of Life.